# Фанарт

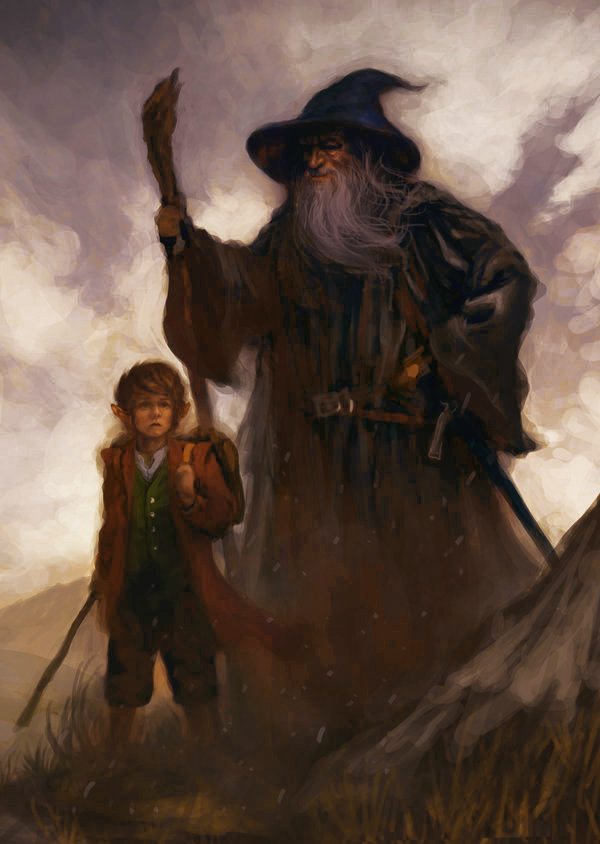
Приклад фанарту. Світ Толкієна, Середзем'я, є популярною темою для фанарту

Фанарт (англ. fan art) — різновид творчости шанувальників популярних творів мистецтва, похідний мальований твір, який базується на якомусь оригінальному творі (як правило, літературному чи кінематографічному), що використовує його ідеї сюжету і (або) персонажів. Також стало популярним малювати фанарти до ігор. Авторські роботи фанатів окремого твору або їх групи на тему доопрацювання зовнішності персонажів, місця дії тощо фанарт не включає самостійно придумані доопрацювання і їх літературні описи.
Фанарт може представляти ілюстрацію, пародію, карикатуру, кросовер («переплетення» кількох творів), та ін.